# Unverständnis
Unverständnis stellt eine Haltung dar, die in der Auseinandersetzung mit etwas Mitgeteiltem bei einer adressierten bzw. sich mit dem Mitgeteilten auseinandersetzenden Person auftreten kann. Dabei kann ein Interpretandum nach Bedeutung und/oder Sinn nicht oder nur fehlerhaft interpretiert werden.

## Differenzierung des Begriffs

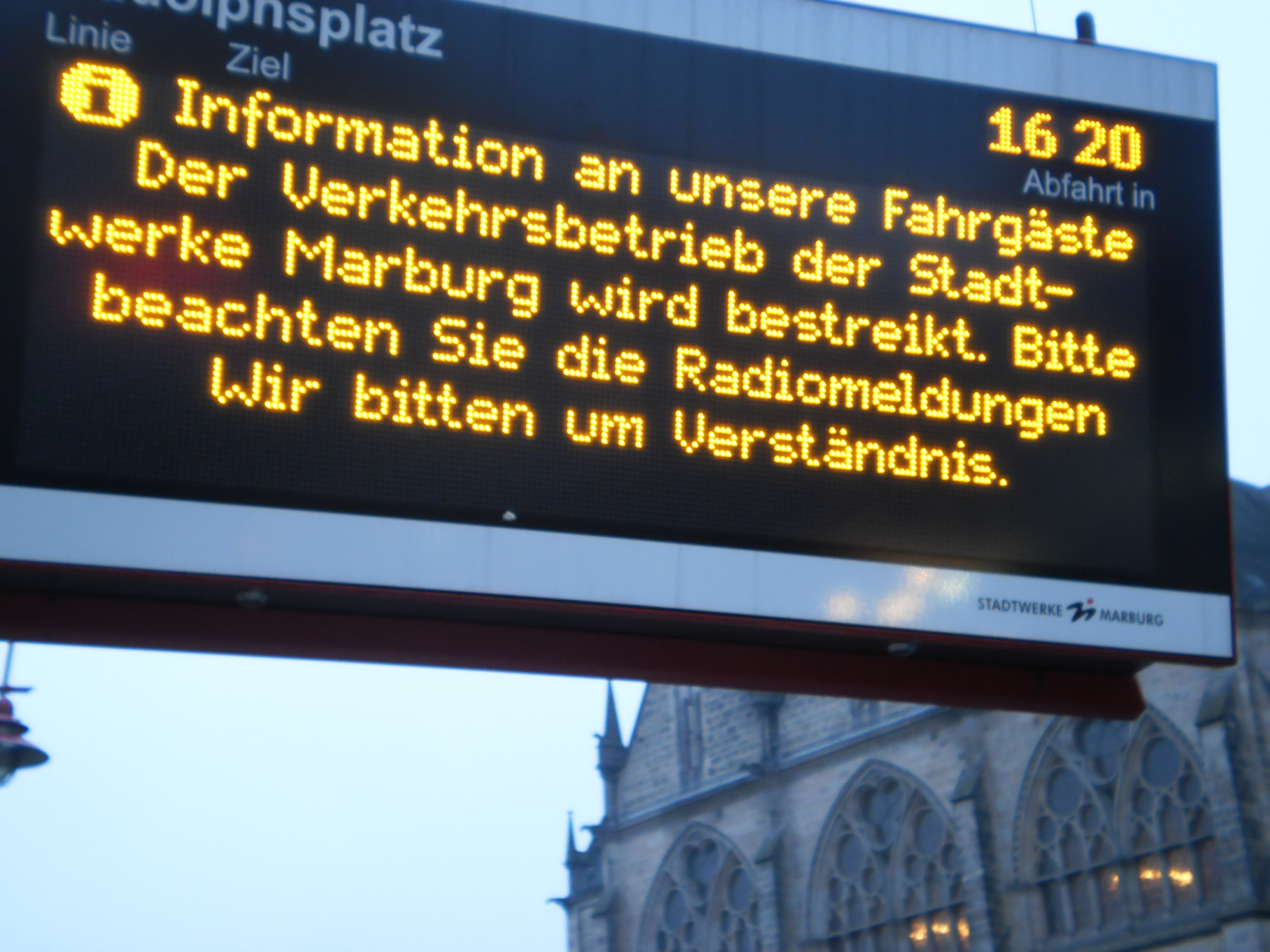
Fahrgastinformation zu einem Busfahrerstreik mit der Bitte um Verständnis, um das Unverständnis und den Konflikt zu moderieren: Der Bus kommt eventuell nicht.

Der Begriff hat zwei Bedeutungsschwerpunkte, die sich je nach Kontext unterscheiden lassen, wobei die erste Bedeutung die logisch grundlegendere, die zweite die häufiger verwendete (wie etwa in „Unverständnis ernten“) darstellt:
- zum einen das fehlende Verstehen im eher kognitiven Sinne. Eine mögliche Ursache hierfür kann sein, dass das Mitgeteilte in unzureichender Passung zum Hintergrund der adressierten Person steht, so dass diese es nicht verstehen kann.

Beispiel: Ein Kind nimmt ein Buch aus dem Bücherschrank, das mindestens ein fortgeschrittenes wissenschaftliches Studium voraussetzt. Es kann damit nichts anfangen, da es nichts versteht und sich die Abbildungen nicht zum Ausmalen eignen.
- zum anderen das fehlende Verständnis im emotional-empathischen Sinne. Hierbei wird das Mitgeteilte zwar seiner Bedeutung nach prinzipiell verstanden, aber seinem Sinn nach nicht akzeptiert, etwa weil eine zugrunde liegende Auffassung nicht geteilt wird.

Beispiel: Ein Wissenschaftler nimmt dasselbe Buch aus dem Bücherschrank, hält die Darstellung seines Kollegen für nicht mehr aktuell und fragt sich, wie jemand heutzutage etwas so Rückständiges verfassen kann.
In den beiden Beispielen betrachten das Kind und der Wissenschaftler das Buch mit Unverständnis, wobei das Kind das Buch nicht versteht, während der Wissenschaftler kein Verständnis (i. S. v. keinen Respekt) für die Auffassung seines Kollegen aufbringt.

## Unverständnis, Missverständnis und Verständnis
Es erscheint sinnvoll, Unverständnis und Missverständnis zu unterscheiden: Während ein Missverständnis eher als Fehler oder Störung in der Kommunikation zu sehen ist, kann Unverständnis zwar mit einem Missverständnis einhergehen und dessen Ursache oder Folge sein, aber auch davon unabhängig – und, wie in obigen Beispielen, von einem unmittelbaren kommunikativen Akt losgelöster – als grundlegendes Nichtverstehen oder Ablehnung bzw. mangelnde Zustimmung auftreten.
Damit aus Unverständnis Verständnis werden kann, bedarf es – ebenso wie bei Missverständnissen – in der Regel eines Prozesses der Verständigung.